# Winthemia lateralis
Winthemia lateralis là một loài ruồi trong họ Tachinidae.